# Weissenbach an der Triesting
Weissenbach an der Triesting é um município da Áustria localizado no distrito de Baden, no estado de Baixa Áustria.